# Wallengrenia premnas
Wallengrenia premnas is een vlinder uit de familie van de dikkopjes (Hesperiidae). De wetenschappelijke naam van de soort is voor het eerst geldig gepubliceerd in 1860 door Hans Daniel Johan Wallengren.